# Waagebalkensystem
Ein Waagebalkensystem ist ein Element in einer Zweikreisbremsanlage, mit dem die Bremskräfte an der Vorder- und Hinterachse sehr fein eingestellt werden können.
Das System wird hauptsächlich im Motorsport eingesetzt und bietet gegenüber herkömmlichen Zweikreisbremssystemen neben einer exakteren Bremsverteilung die Möglichkeit, die Einstellung während der Fahrt durchzuführen.
Bei einem Waagebalkensystem wird die Bremskraft vom Pedal nicht auf einen Hauptbremszylinder, sondern auf einen davor angeordneten sogenannten Querbalken übertragen. Je nach Einstellung wird die Kraft unterschiedlich auf die nachgelagerten Bremszylinder der Vorder- und Hinterachse verteilt.